# Hipponoos (König von Olenos)
Hipponoos (altgriechisch Ἱππόνοος Hippónoos) war in der griechischen Mythologie der Sohn oder der Bruder des Dexamenos.
Er heiratete Astynome, die Tochter des Talaos. Er zeugte mit ihr den Kapaneus und die Periboia. Nach dem Tode des Dexamenos wurde er König von Olenos.